# 15 cm SKC/25
15 cm SKC/25 е корабно артилерийско оръдие калибър 149,1 mm, разработено и произвеждано в Германия. Състои на въоръжение в Кригсмарине. Поставяно на леките крайцери от типа „К“, а също и на леките крайцери „Лайпциг“ и „Нюрнберг“. Използва се във Втората световна война.
Това е най-мощното 15-сантиметрово оръдие на Кригсмарине.